# Орачев (Серадзький повіт)
Орачев (пол. Oraczew) — село в Польщі, у гміні Врублев Серадзького повіту Лодзинського воєводства.
Населення — 364 особи (2011).
У 1975-1998 роках село належало до Серадзького воєводства.

## Демографія
Демографічна структура станом на 31 березня 2011 року:
|          | Загалом | Допрацездатний вік | Працездатний вік | Постпрацездатний вік |
| -------- | ------- | ------------------ | ---------------- | -------------------- |
| Чоловіки | 186     | 33                 | 132              | 21                   |
| Жінки    | 178     | 37                 | 102              | 39                   |
| Разом    | 364     | 70                 | 234              | 60                   |